# Betondruksterkte

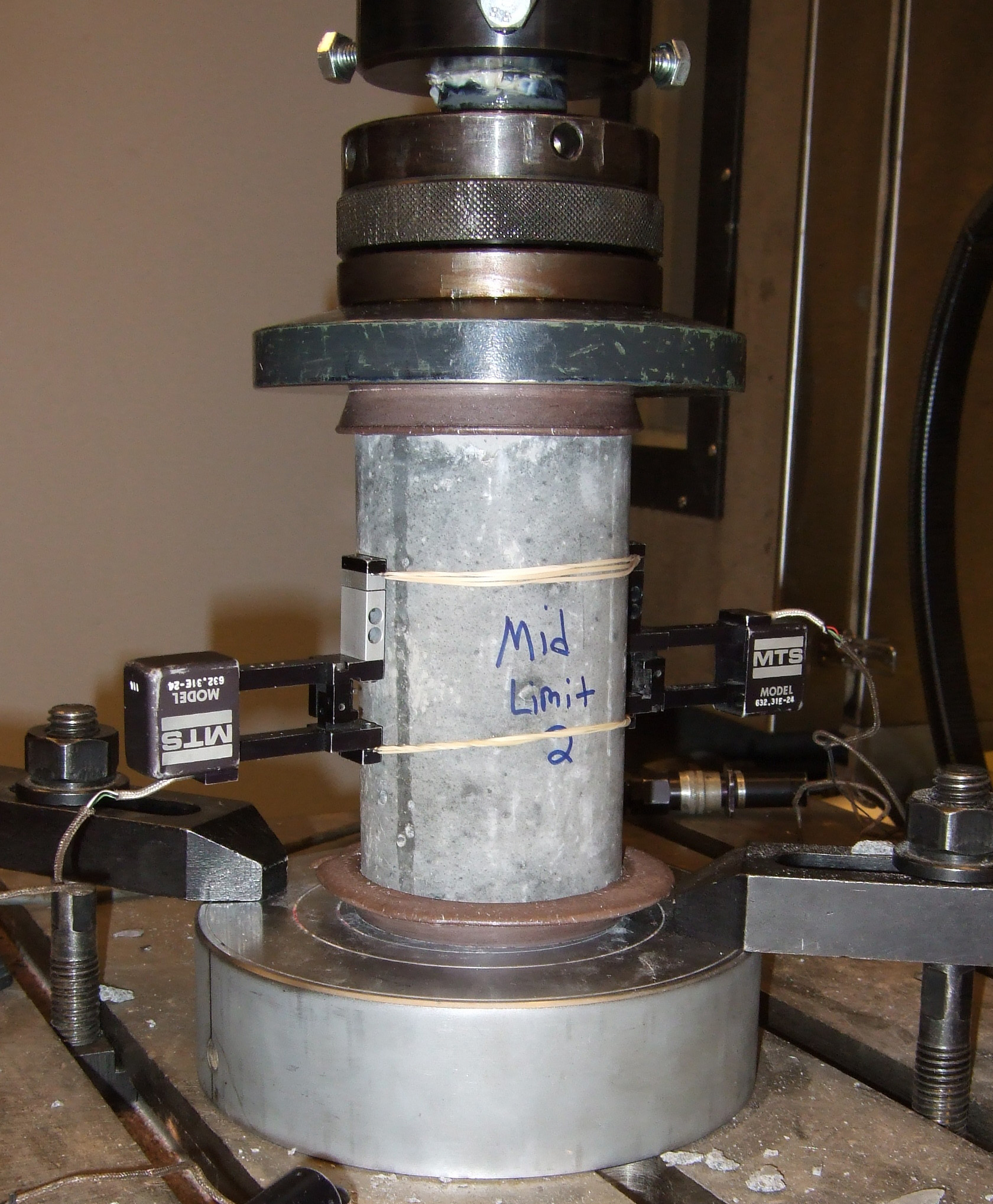
Drukproef

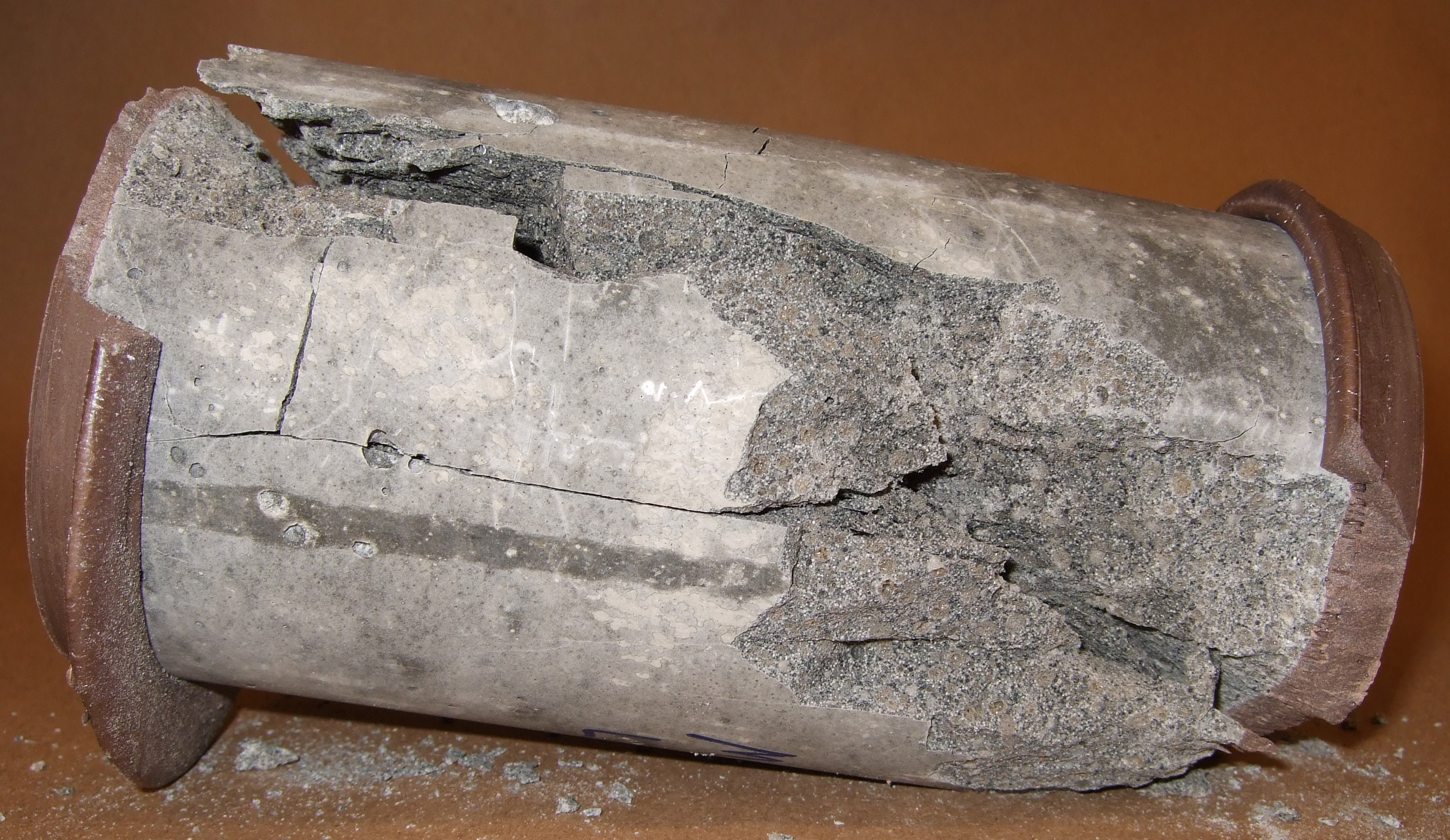
Het drukstuk is verbrijzeld. Zie de longitudinale breuk

De betondruksterkte is de mate waarin beton weerstand kan bieden tegen drukkrachten.
De betondruksterkte is afhankelijk van:
- het toegepaste bindmiddel (doorgaans cement)
- het gebruikte toeslagmateriaal
- de toegepaste hoeveelheid water (de water/cementfactor)
- de verhardingstijd

Betondruksterkten van 5 MPa (het gewicht van 10 personenauto's op een kubus van 15 * 15 cm) tot 200 MPa komen voor. Beton wordt ingedeeld in een betonsterkteklasse.

## Bepaling betondruksterkte

### Karakteristieke waarde
De betondruksterkte wordt bepaald door middel van een drukproef. Van een aantal proefstukken wordt de druksterkte bepaald. Volgens de leer van de statistiek wordt hiervan het gemiddelde en de standaardafwijking bepaald. De karakteristieke waarde van de druksterkte is dan die sterkte waarbij niet meer dan 5% (Nederlandse/Belgische norm; beton) van het beton niet voldoet. Met andere woorden: minimaal 95% (95e percentiel) van het beton voldoet aan de eis voor de druksterkte. Uit de aanname dat de sterkte normaal verdeeld is, blijkt dan dat deze karakteristieke waarde fk gelijk is aan de gemiddelde waarde fm minus 1,64 × de standaardafwijking s, oftewel:
fk = fm – 1,64 s

### Representatieve waarde
Omdat de proeven kortdurend van karakter zijn, gedraagt het beton zich sterker. Omdat de meeste betonconstructies langdurig onder druk staan wordt gerekend met een representatieve waarde van de betondruksterkte. Deze bedraagt dan 85 % (Nederlandse norm; beton) van de karakteristieke waarde.
fb = 0,85 * fk

### Rekenwaarde
Omdat een bepaald veiligheidsniveau moet worden gerealiseerd wordt gerekend met de zogenaamde rekenwaarde van de betonsterkte. Hiertoe wordt de representatieve waarde gedeeld door een materiaalfactor (Nederlandse norm: g.betondruksterkte = 1,2)
Dus: fd = fb / 1.2
Belgische norm: permanente belasting g.betondruksterkte = 1.5 ; accidentele belasting g.betondruksterkte = 1.2
Dus: fd = fb / 1.5 (permanente belasting)
of: fd = fb / 1.2 (accidentele belasting)

## Kubus versus cilinder
Bij de proeven wordt gebruikgemaakt van kubusvormige proefstukken. Er wordt dus gesproken over de kubusdruksterkte van beton. Cilindervormige proefstukken zullen waarden geven die circa 20 % lager zijn en zullen de werkelijkheid beter benaderen. Dit is wel echter afhankelijk van de afmetingen van de proefstukken. De treksterkte is bij normaal conventioneel trilbeton ongeveer 10% van de druksterkte. Bij zelfverdichtend beton (ZVB-beton) is dit véél lager. Hier moet men rekening houden dat de treksterkte minimaal 50% lager is ten opzichte van conventioneel beton (< 5% van de druksterkte). Dit maakt ZVB beton tot een broos materiaal.